# 双溪亚齐
双溪亚齐（又名Sungai Aceh），是马来西亚槟城州威南县西南部的一个村，北有高渊港口。此区居民以马来人为主，也是高渊国会议席的一个州选区。双溪珍纳岸（Sungai Chenaam）就在这里的不远处。

## 教育
此区有一间小学和中学，而目前双溪亚齐没有华文小学，所以大部分华裔学生都就读于临近和高渊港口毓英华小。

### 学校
- 双溪亚齐国民小学(SK Sungai Acheh)
- 双溪亚齐国民中学(SMK Sungai Acheh)

## 交通
需通过高渊港口路(Jalan Sungai Udang)才能抵达这里。